# زبان پرتغالی
پرتغالی (به پرتغالی: português) یا زبان پرتغالی (به پرتغالی: língua portuguesa) یک زبان طبیعی از شاخه زبان رومی است که از شبه‌جزیره ایبری اروپا ریشه گرفته‌است. این زبان تنها زبان رسمی کشورهای پرتغال، برزیل، آنگولا، موزامبیک، گینه بیسائو، سائوتومه و پرنسیپ و کیپ ورد و یکی از زبان‌های رسمی کشور تیمور شرقی، گینه استوایی و ماکائو است. از یک فرد یا ملت پرتغالی‌زبان به‌عنوان «پرتغالی‌زبان» یا «لوسوفون» (lusófono) یاد می‌شود. حضور فرهنگ پرتغال و زبان‌های کریول بر پایه آن نیز به عنوان نتیجه گسترش امپراتوری پرتغال در زمان استعمار، در سراسر جهان یافت می‌شوند. پرتغالی زبانی از شاخه ایبرو-رومی است که از چندین گویش لاتین عامیانه در پادشاهی قرون وسطایی گالیسیا و کنت‌نشین پرتغال تکامل یافته و دارای واژگان و واج‌شناسی قابل توجهی از سلتی است.
پرتغالی با داشتن تقریباً ۲۱۵ تا ۲۲۰ میلیون گویشوَرِ بومی و ۵۰ میلیون نفر گویشور زبان دوم، در کل تقریباً توسط ۲۷۰ میلیون نفر صحبت می‌شود. این زبان از نظر شمار گویشوران بومی به‌عنوان سومین زبان اروپایی و در کل ششمین زبان جهان به‌شمار می‌رود. پرتغالی متداول‌ترین زبان در آمریکای جنوبی و تمام نیمکره جنوبی، دومین زبان پر گویشور در آمریکای لاتین پس از اسپانیایی و یکی از ۱۰ زبان پرکاربرد در آفریقا است. و همچنین این زبان در اتحادیه اروپا، بازار مشترک کشورهای آمریکای جنوبی، سازمان کشورهای آمریکایی، جامعه اقتصادی کشورهای غرب آفریقا، اتحادیه آفریقا و جامعه کشورهای پرتغالی‌زبان (یک سازمان بین‌المللی متشکل از همه ملت‌های پرتغالی‌زبان جهان) رسمی است. یک پژوهش جامع دانشگاهی در سال ۱۹۹۷، پرتغالی، به‌ویژه گونه برزیلی آن را به عنوان یکی از ۱۰ زبان تأثیر‌گذار در جهان قرار داد.
با اینکه پرتغالی زبان گسترش یافته از پرتغال است اما با توجه به جمعیت کشورهای دیگر پرتغالی‌زبان از جمله برزیل و موزامبیک، بیشتر پرتغالی‌زبان‌ها خارج از کشور پرتغال هستند و فقط ۵٪ از آن‌ها در پرتغال زندگی می‌کنند.

## نام
واژه پرتغال از نام رومی-سلتی شهر پورتوس کاله (Portus Cale) آمده‌است. ویلا نوا د گایا امروزی در دهانه رود دورو در شمال پرتغال در مکان آن قرار دارد. نام شهر از ترکیب واژه لاتین portus به معنای بندر و واژه کاله آمده که ریشه آن ناشناخته است. یک توضیح اصلی این است که کاله نام دیگر مردم کاسترو بود که به نام‌های کالائیسی، گالائیسی یا گالائیسیا نیز شناخته می‌شدند و در شمال غرب ایبری ساکن بودند. نام‌های کاله و کالائیسی ریشه نام‌های گایا در (ویلا نوا د گایا) و گالیسیا هستند. برخی از پژوهشگران فرانسوی نیز معتقدند ممکن است پرتغال از Portus Gallus به معنای «بندر گال‌ها یا سلت‌ها» آمده باشد.

### لقب‌ها
میگل د سروانتس نویسنده اسپانیایی زمانی پرتغالی را «زبان شیرین و دلپذیر» می‌خواند و شاعر برزیلی اولاوو بیلاچ نیز آن را به عنوان a última flor do Lácio, inculta e bela («واپسین گل لاتیوم، بی‌تکلف و زیبا») توصیف می‌کرد. به افتخار لوئیس د کاموئش، یکی از بزرگ‌ترین چهره‌های ادبی پرتغالی و نویسنده شعر حماسی «لوسیادها»، به پرتغالی «زبان کاموئش» نیز گفته می‌شود.

## تاریخ
هنگامی که رومی‌ها در سال ۲۱۶ پیش از میلاد به شبه جزیره ایبری رسیدند، زبان لاتین را که از آن همه زبان‌های رومی ریشه گرفته‌اند، با خود بدانجا آوردند. این زبان توسط سربازان رومی، شهرک‌نشینان و بازرگانان که شهرهایشان را بیشتر در نزدیکی شهرهای تمدن‌های پیشین سلتی (مدت‌ها پیش از ورود رومیان تأسیس شده بود) ساخته بودند، گسترش یافت. به همین دلیل، این زبان یک زیرلایه از فرهنگ‌های اروپای اطلسی خرسنگی و سلتی را در خود داراست.
میان سال‌های ۴۰۹ و ۷۱۱ میلادی، با فروپاشی امپراتوری روم در اروپای غربی، شبه‌جزیره ایبری توسط ژرمن‌ها در دوره مهاجرت‌ها فتح شد. اشغالگران ژرمن‌زبان، که عمدتاً سوئبی، ویزیگوت و بوری بودند، به سرعت فرهنگ رومی پسین و گویش‌های لاتین عامیانه شبه‌جزیره را پذیرفتند و طی ۳۰۰ سال آینده کاملاً در جمعیت محلی ادغام شدند. به همین دلیل در فرهنگ واژگان پرتغالی واژگان ژرمنی بسیاری نیز یافت می‌شوند. پس از حمله موروها در سال ۷۱۱، عربی به زبان اداری و رایج در مناطق فتح‌شده تبدیل شد، اما بیشتر جمعیت مسیحی باقی‌مانده همچنان به زبانی رومی معروف به مستعربی سخن می‌گفتند که تا سه قرن بیشتر در اسپانیا باقی ماند. پرتغالی همانند سایر زبان‌های لاتین نو و اروپایی، شمار قابل توجهی واژه را از یونانی وام گرفته‌است، که عمدتاً شامل اصطلاحات فنی و علمی می‌شوند. این وام‌گیری از طریق لاتین و سپس در دوران قرون وسطی و رنسانس اتفاق افتاده‌است.
پرتغالی از زبانی قرون وسطایی که امروزه توسط زبان‌شناسان به گالیسی-پرتغالی، پرتغالی باستان یا گالیسی باستان نامیده می‌شود، تکامل یافت. این زبان، زبان پادشاهی قرون وسطایی گالیسیا و کنت‌نشین پرتغال بوده‌است.

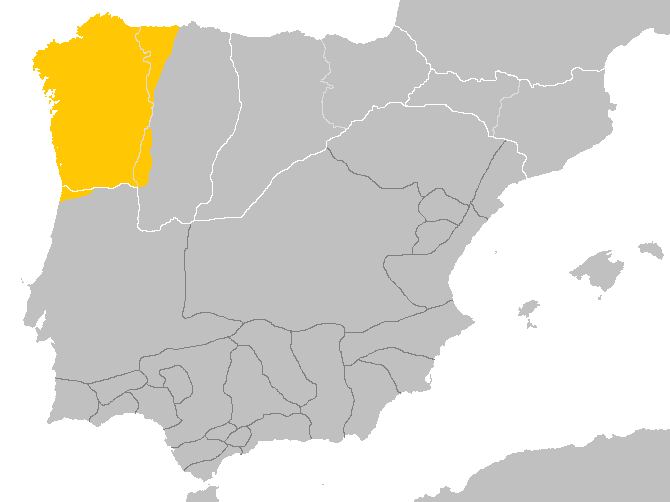
منطقه پراکندگی گالیسیایی-پرتغالی در پادشاهی گالیسیا و لئون در حدود قرن دهم، پیش از جدایی گالیسی و پرتغالی

در اسناد اداری لاتین سده ۹ واژگان و عبارات گالیسی-پرتغالی برای نخستین بار ثبت می‌شوند. این دوره به عنوان نیاپرتغالی شناخته می‌شود و از سده نهم تا سده دوازدهم و استقلال کنت‌نشین پرتغال از پادشاهی لئون، که تا آن زمان بر گالیسیا سلطنت کرده بود، ادامه داشت.
در نخستین بخش دوره گالیسی-پرتغالی (از قرن ۱۲ تا ۱۴)، این زبان به‌طور فزاینده‌ای در اسناد و سایر گونه‌های نوشتاری استفاده می‌شد. این زبان، همانند اکسیتان و شعر تروبادورها در فرانسه، برای مدتی زبان شعر غنایی در هیسپانیای مسیحی بود. حروف lh و nh اکسیتان که در نوشتار کلاسیک آن استفاده می‌شد، توسط نویسندگان پرتغالی، احتمالاً جرالد براگایی، راهبی مویساکی، که در سال ۱۰۴۷ اسقف براگا در پرتغال شد، بدین زبان وارد شد و با استفاده از هنجارهای نوشتاری کلاسیک اکسیتان در مدرنیزه کردن پرتغالی نقش اصلی را داشت. پرتغال در سال ۱۱۳۹، در زمان پادشاهی آفونسوی یکم به پادشاهی مستقلی تبدیل شد. در سال ۱۲۹۰، پادشاه دینیش از پرتغال نخستین دانشگاه پرتغال را در لیسبون ایجاد کرد (Estudos Gerais، که بعداً به کویمبرا نقل مکان کرد) و فرمانی صادر کرد که پرتغالی «زبان مشترک» نامیده شود و به‌طور رسمی مورد استفاده قرار گیرد.
در دوره دوم پرتغالی باستان، در قرن ۱۵ و ۱۶، با اکتشافات پرتغالی‌ها، این زبان به بسیاری از مناطق آفریقا، آسیا و قاره آمریکا منتقل شد. در اواسط قرن شانزدهم، پرتغالی به زبان میانجی در آسیا و آفریقا تبدیل شده بود که نه تنها برای اداره مپستعمره‌ها و تجارت بلکه برای برقراری ارتباط میان مقامات محلی و اروپایی‌ها از هر ملیت دیگری نیز استفاده می‌شد.
ازدواج میان پرتغالی‌ها و مردم محلی و ارتباط آن با تلاش‌های مبلغین مذهبی کاتولیک رومی به گسترش این زبان کمک کرد و منجر به شکل‌گیری زبان‌های کریول مانند کریستانگ (از واژه cristão، «مسیحی») در بسیاری از مناطق آسیا شد. کریستانگ تا قرن نوزدهم در مناطقی از آسیا رواج داشت. برخی از جوامع مسیحی پرتغالی‌زبان در هند، سری‌لانکا، مالزی و اندونزی حتی پس از جدا شدن از پرتغال زبان خود را حفظ کردند.
پایان دوره پرتغالی باستان با انتشار Cancioneiro Geral از گارسیا د رزنده در سال ۱۵۱۶ انجام شد. پرتغالی نوین، که از قرن ۱۶ تا به امروز ادامه دارد، به دلیل رنسانس با افزایش وام‌واژگان لاتین کلاسیک و یونانی کلاسیک همراه است که زبان را بیش از پیش غنی کردند. بیشتر پرتغالی‌های باسواد نیز به لاتین تسلط داشتند و بدین ترتیب به راحتی واژگان لاتین را در نوشتار و سرانجام گفتار پرتغالی وارد می‌کردند.
در مارس ۲۰۰۶، موزه زبان پرتغالی در سائو پائولوی برزیل، بزرگ‌ترین شهر پرتغالی‌زبان جهان، تأسیس شد. این موزه نخستین نمونه از این نوع در جهان است. در سال ۲۰۱۵ موزه به‌طور نسبی در آتش‌سوزی تخریب شد اما در سال ۲۰۲۰ بازسازی و بازگشایی شد.

## پراکندگی جغرافیایی

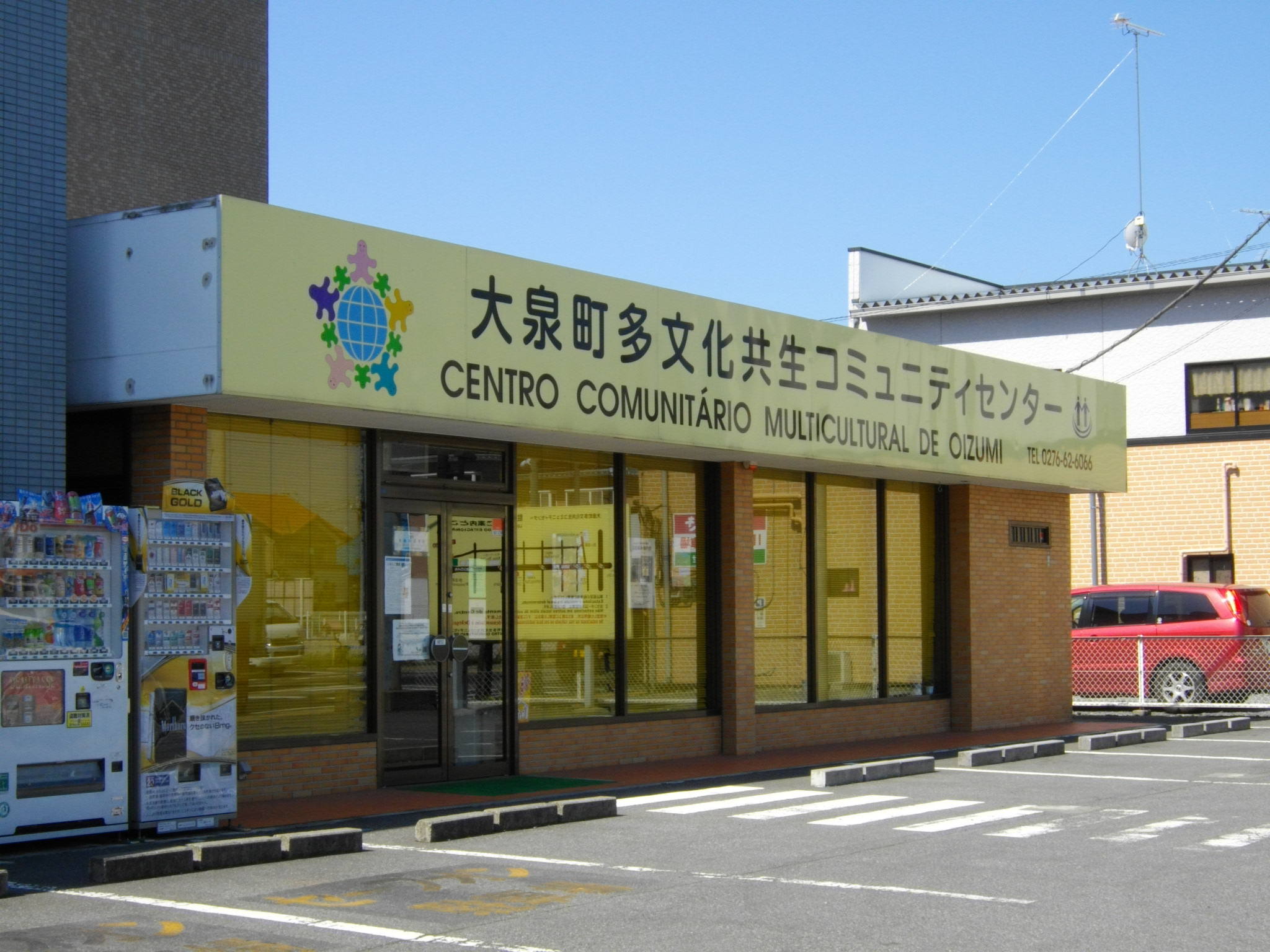
تابلویی به زبان‌های ژاپنی و پرتغالی در اویزومی ژاپن که به دلیل بازگشت مهاجران فراوان ژاپنی‌تبار از برزیل، دارای یک جمعیت بزرگ پرتغالی‌زبان است.

پرتغالی زبان مادری اکثریت قریب به اتفاق مردم پرتغال، برزیل و سائو تومه و پرنسیپ (۹۵٪) است. تقریباً ۸۵٪ از جمعیت شهری آنگولا به پرتغالی مسلط و احتمالاً ۷۵٪ از آن‌ها گویشور بومی این زبان هستند. این نرخ در حومه شهرها کمتر است. بر اساس سرشماری سال ۲۰۰۷، بیش از ۵۰٪ جمعیت موزامبیک گویشور بومی زبان پرتغالی هستند و ۷۰٪ بدان مسلط هستند. پرتغالی همچنین زبان مادری ۳۰٪ از جمعیت گینه بیسائو است و گونه‌ای کریول بر پایه آن نیز در همه کشور قابل درک است. هیچ اطلاعاتی برای کیپ ورد در دسترس نیست، اما تقریباً همه جمعیت دوزبانه هستند و آن‌هایی که تک‌زبانه هستند نیز به زبان کریول کیپ وردی سخن می‌گویند که بر پایه پرتغالی است. پرتغالی در قانون اساسی آفریقای جنوبی به عنوان یکی از زبان‌های رایج در جوامع کشور ذکر شده‌است و هیئت زبان کشور باید برای ارتقای آن بکوشند و احترام به آن را تضمین کنند.
جوامع مهاجر پرتغالی‌زبان بزرگی نیز در بسیاری از کشورها از جمله برمودا، کانادا (۴۰۰٬۲۷۵ نفر در سرشماری سال ۲۰۰۶)، فرانسه (۹۰۰٬۰۰۰ نفر)، ژاپن (۴۰۰٬۰۰۰ نفر)، جرسی، نامیبیا (حدود ۴–۵٪ از مردم، عمدتاً پناهندگان آنگولایی در شمال کشور)، پاراگوئه (۱۰/۷٪ یا ۶۳۶٬۰۰۰ نفر)، ماکائو (۰٫۶٪ یا ۱۲۰۰۰ نفر)، سوئیس (۱۹۶۰۰۰ تبعه در سال ۲۰۰۸)، ونزوئلا (۵۵۴٬۰۰۰) و ایالات متحده (۰٫۳۵٪ از جمعیت یا ۱٬۲۲۸٬۱۲۶ گویشور طبق نظرسنجی سال ۲۰۰۷) حضور دارند.
در برخی از مناطق هند پرتغال پیشین، یعنی گوا و دامان و دیو، هنوز هم حدود ۱۰٬۰۰۰ نفر به این زبان صحبت می‌کنند. در سال ۲۰۱۴، حدود ۱٬۵۰۰ دانش‌آموز در گوآ در حال یادگیری زبان پرتغالی بودند.

### وضعیت رسمی

کشورها و مناطقی که پرتغالی در آن‌ها وضعیت رسمی دارد.

جامعه کشورهای پرتغالی‌زبان (به پرتغالی Comunidade dos Países de Língua Portuguesa، با نام اختصاری CPLP) شامل هشت کشور مستقل است که پرتغالی را به عنوان زبان رسمی پذیرفته‌اند: آنگولا، برزیل، کیپ ورد، تیمور شرقی، گینه استوایی، گینه بیسائو، موزامبیک، پرتغال و سائوتومه و پرنسیپ.
گینه استوایی در ژوئن ۲۰۱۰ درخواست رسمی برای عضویت کامل در CPLP را ارائه داد، وضعیتی که فقط به کشورهایی با زبان رسمی پرتغالی داده می‌شود. در سال ۲۰۱۱، پرتغالی سومین زبان رسمی آن پس از اسپانیایی و فرانسوی شد و بدین ترتیب در ژوئیه ۲۰۱۴، این کشور به عنوان عضوی از CPLP پذیرفته شد.
پرتغالی همچنین یکی از زبان‌های رسمی منطقه ویژه اداری ماکائو در جمهوری خلق چین (در کنار چینی) و چندین سازمان بین‌المللی، از جمله بازار مشترک کشورهای آمریکای جنوبی، سازمان کشورهای ایبروآمریکایی، اتحادیه کشورهای آمریکای جنوبی، سازمان کشورهای آمریکایی، اتحادیه آفریقا، جامعه اقتصادی کشورهای غرب آفریقا، جامعه توسعه آفریقای جنوبی و اتحادیه اروپا است.

### کشورهای پرتغالی‌زبان
نمودار گویشوران پرتغالی در جهان
بر اساس برآورد اطلاعات‌نامه جهان در سال ۲۰۱۸، جمعیت کشورهای پرتغالی‌زبان به شرح زیر است:
| کشور              | موقعیت                         | جمعیت (ژوئیه ۲۰۱۷) | زبان بومی بیشینه          | وضعیت                                                       |
| ----------------- | ------------------------------ | ------------------ | ------------------------- | ----------------------------------------------------------- |
| برزیل             | آمریکای جنوبی                  | ۲۰۷٬۳۵۳٬۳۹۱        | Yes                       | زبان مادری اکثریت جمعیت                                     |
| آنگولا            | جنوب آفریقا                    | ۲۹٬۳۱۰٬۲۷۳         | Yes                       | زبان مادری اقلیت قابل توجهی از جمعیت؛ زبان دوم اکثریت جمعیت |
| موزامبیک          | جنوب آفریقا                    | ۲۶٬۵۷۳٬۷۰۶         | Yes                       | زبان مادری اقلیت قابل توجهی از جمعیت                        |
| پرتغال            | شبه‌جزیره ایبری، جنوب غرب اروپا | ۱۰٬۸۳۹٬۵۱۴         | Yes                       | زبان مادری اکثریت جمعیت                                     |
| گینه بیسائو       | غرب آفریقا                     | ۱٬۷۹۲٬۳۳۸          | Yes                       | زبان مادری اقلیت قابل توجهی از جمعیت                        |
| تیمور شرقی        | آسیا/اقیانوسیه                 | ۱٬۲۹۱٬۳۵۸          | N                         | زبان مادری اقلیت کوچکی از جمعیت                             |
| گینه استوایی      | مرکز آفریقا                    | ۷۷۸٬۳۵۸            | N                         | زبان مادری اقلیت قابل توجهی از جمعیت                        |
| ماکائو            | جنوب شرق چین                   | ۶۰۱٬۹۶۹            | N                         | زبان مادری اقلیت کوچکی از جمعیت                             |
| دماغه سبز         | اقیانوس اطلس مرکزی، غرب آفریقا | ۵۶۰٬۸۹۹            | Yes                       | زبان دوم اکثریت جمعیت                                       |
| سائوتومه و پرنسیپ | خلیج گینه، مرکز آفریقا         | ۲۰۱٬۰۲۵            | Yes                       | زبان مادری اکثریت جمعیت                                     |
| کل                |                                | حدود ۲۸۰ میلیون    | جامعه کشورهای پرتغالی‌زبان | جامعه کشورهای پرتغالی‌زبان                                   |

جمعیت کل منطقه پرتغالی‌زبان در ژوئیه ۲۰۱۷ حدود ۲۷۹ میلیون نفر برآورد شد. این تعداد جوامع دور از وطن پرتغالی‌زبان را شامل نمی‌شود، که تقریباً ۱۰ میلیون نفر تخمین زده شده‌اند (از جمله ۴٫۵ میلیون پرتغالی، ۳ میلیون برزیلی و نیم میلیون کیپ وردی در کنار سایرین)؛ هرچند به دست آوردن شمار دقیق رسمی پرتغالی‌زبان‌های دور از وطن دشوار است زیرا بخش بزرگی از آن‌ها در کشورهای خارج از قلمرو پرتغالی‌زبان زاده شده‌اند یا فرزند مهاجران هستند و ممکن است فقط مقدار اندکی به زبان تسلط داشته باشند.

### به عنوان یک زبان خارجی
پرتغالی یک درس اجباری در برنامه درسی مدارس اروگوئه است. سایر کشورهایی که پرتغالی معمولاً در مدارس آن‌ها آموزش داده می‌شود یا درس اختیاری است عبارتند از ونزوئلا، زامبیا، جمهوری کنگو، سنگال، نامیبیا، اسواتینی، آفریقای جنوبی، ساحل عاج و موریس. در سال ۲۰۱۷، پروژه‌ای برای معرفی پرتغالی به عنوان یک درس آموزشی در مدارس زیمبابوه آغاز شد. همچنین، طبق گفته وزیر امور خارجه پرتغال، این زبان تا سال ۲۰۲۰ بخشی از برنامه درسی مدارس ۳۲ کشور خواهد بود. در کشورهای ذکر شده زیر، پرتغالی توسط اقلیتی به دلیل گذشته استعماری پرتغال یا به عنوان زبان میانجی در مناطق مرزی و چندزبانه، مانند مرز بین برزیل و اروگوئه و همچنین آنگولا و نامیبیا رایج است. در سری‌لانکا، به دلیل استعمار پرتغالی‌ها، هنوز جامعه‌ای متشکل از هزاران کریول‌زبان پرتغالی وجود دارد.
| کشور          | موقعیت        | جمعیت (ژوئیه ۲۰۱۷) | آموزش اجباری | وضعیت                               |
| ------------- | ------------- | ------------------ | ------------ | ----------------------------------- |
| اروگوئه       | آمریکای جنوبی | ۳٬۴۴۴٬۰۰۶          | Yes          | اقلیت قابل توجه به عنوان زبان مادری |
| آرژانتین      | آمریکای جنوبی | ۴۳٬۸۴۷٬۴۳۰         | Yes          | اقلیت به عنوان زبان دوم             |
| پاراگوئه      | آمریکای جنوبی | ۷٬۰۵۲٬۹۸۴          | N            | اقلیت قابل توجه به عنوان زبان مادری |
| ونزوئلا       | آمریکای جنوبی | ۳۱٬۵۶۸٬۱۷۹         | Yes          | اقلیت به عنوان زبان دوم             |
| آفریقای جنوبی | جنوب آفریقا   | ۵۷٬۷۲۵٬۶۰۰         | N            | اقلیت کوچک به عنوان زبان مادری      |
| نامیبیا       | جنوب آفریقا   | ۲٬۶۰۶٬۹۷۱          | N            | اقلیت کوچک به عنوان زبان مادری      |
| جمهوری کنگو   | جنوب آفریقا   | ۵٬۱۲۵٬۸۲۱          | N            | اقلیت کوچک به عنوان زبان دوم        |
| زامبیا        | جنوب آفریقا   | ۱۶٬۵۹۱٬۳۹۰         | N            | اقلیت کوچک به عنوان زبان دوم        |
| سنگال         | غرب آفریقا    | ۱۵٬۴۱۱٬۶۱۴         | N            | اقلیت کوچک به عنوان زبان دوم        |
| اسواتینی      | جنوب آفریقا   | ۱٬۳۴۳٬۰۹۸          | N            | اقلیت کوچک به عنوان زبان دوم        |

### آینده

درصد زبان‌های مورد استفاده بر روی اینترنت - پرتغالی ٪۲

بر اساس تخمین‌های یونسکو، پرتغالی دارای بیشترین سرعت رشد در میان زبان‌های اروپایی پس از انگلیسی است و طبق داده‌های روزنامه پرتغال نیوز از یونسکو، این زبان دارای بیشترین توانایی در تبدیل شدن به عنوان یک زبان بین‌المللی در جنوب آفریقا و آمریکای جنوبی است. پرتغالی یک زبان جهانی است که به‌طور رسمی در پنج قاره صحبت می‌شود و میلیون‌ها نفر در سراسر جهان نیز آن را به عنوان زبان دوم صحبت می‌کنند.
از سال ۱۹۹۱، زمانی که برزیل با سایر کشورهای آمریکای جنوبی، برای نمونه آرژانتین، اروگوئه و پاراگوئه، وارد جامعه اقتصادی مرکوسول شد، پرتغالی یا در مدارس این کشورهای آمریکای جنوبی به عنوان درسی اجباری یا اختیاری آموزش داده می‌شود.
اگرچه در اوایل قرن بیست و یکم پس از بازگشت ماکائو به چین و کاهش مهاجرت برزیلی‌ها به ژاپن، استفاده از پرتغالی در آسیا رو به زوال بود، این زبان به دلیل افزایش روابط دیپلماتیک و تجاری با کشورهای پرتغالی‌زبان در جهان (برزیل، آنگولا، موزامبیک و غیره) در حال تبدیل شدن به زبان کاربردی در آنجا است.

## دسته‌بندی

نقشه‌ای که گسترش تاریخی پرتغالی (گالیسی-پرتغالی) را در سال‌های ۱۰۰۰ تا ۲۰۰۰ نشان می‌دهد.

پرتغالی به شاخه ایبریایی غربی از زبان‌های رومی تعلق دارد و با اعضای زیر از این گروه ارتباط ویژه‌ای دارد:
- گالیسی و فالا که نزدیک‌ترین خویشاوندان آن هستند.
- می‌راندی، لئونی، آستوری، اکسترمادورایی و کانتابری (زبان‌های آستوری-لئونی). می‌راندی تنها زبان منطقه‌ای به رسمیت شناخته شده در پرتغال است.
- اسپانیایی و کالو (زبان کولی‌ها در پرتغال)

پرتغالی و سایر زبان‌های رومی (همچون فرانسوی و ایتالیایی) برای یکدیگر نسبتاً قابل درک هستند و از لحاظ واژگان و دستور زبان شباهت‌های بسیاری دارند. پرتغالی‌زبانان معمولاً پیش از دستیابی به درک قوی در آن زبان‌ها، و بالعکس، نیاز به مقداری آموزش دارند. با این حال، پرتغالی و گالیسی به‌طور کامل برای هم قابل فهم و اسپانیایی نیز به‌طور قابل توجهی با پرتغالی دارای فهم متقابل است، به ویژه برای گویشوران پرتغالی. در واقع، گویشوران باسواد پرتغالی و اسپانیایی می‌توانند معمولاً هر نوع گفتگویی را با هم به زبان مادری خود داشته باشند و واقعاً یکدیگر را درک کنند. با وجود اینکه پرتغالی موجودی واجی بیشتری نسبت به اسپانیایی دارد، به دلیل رابطه ژنتیکی و تاریخ مشترک، تماس تاریخی بین گویشوران و تأثیر متقابل، ویژگی‌های مشترک منطقه‌ای و همچنین شباهت واژگانی، ساختاری و دستوری (۸۹٪) این دو زبان برای یکدیگر نسبتاً قابل درکند.

### تأثیر بر زبان‌های دیگر

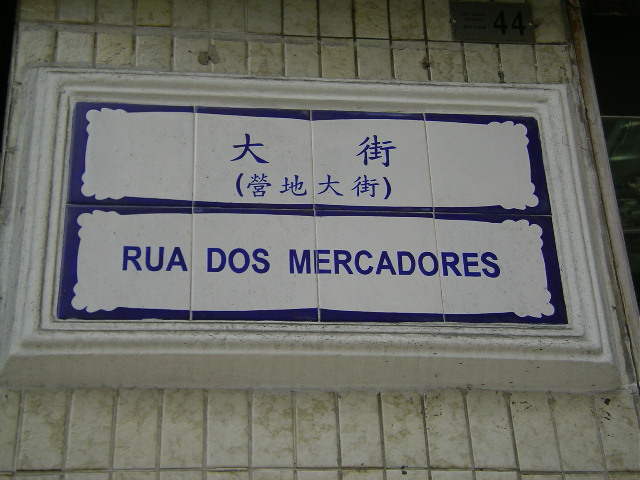
یک تابلوی دوزبانه پرتغالی-چینی در ماکائو

پرتغالی وام‌واژه‌های فراوانی را به بسیاری از زبان‌ها، از جمله اندونزیایی، مالایالم، تامیلی، سینهالی، مالایی، بنگالی، انگلیسی، هندی، سواحیلی، آفریکانس، کونکانی، مراتی، پنجابی، تتومی، شنگانی، ژاپنی، اسرانان و گویش بندری فارسی، وارد کرده‌است.
از آنجا که تجار پرتغالی احتمالاً نخستین کسانی بودند که پرتقال را در اروپا معرفی کردند، در چندین زبان نوین هندواروپایی این میوه به نام آن‌ها نامگذاری شده‌است. برخی از نمونه‌ها portokall آلبانیایی، portokal و prtokal بوسنیایی ، портокал (portokal) بلغاری، πορτοκάλι (portokáli) یونانی، portokal مقدونی، پرتقال فارسی، و portocală رومانیایی. در زبان‌های دیگر، همانند البرتقال عربی، ფორთოხალი (p'ort'oxali) گرجی، portakal ترکی و birtukan امهری نیز نام پرتقال ریشه در پرتغال دارد. همچنین، در گویش‌های ایتالیایی جنوبی (برای نمونه ناپولی)، پرتقال portogallo یا purtuallo، به معنای «پرتغالی» است، در حالی که در ایتالیایی معیار پرتقال arancia نام دارد.

## واج‌شناسی
واج‌شناسی پرتغالی مانند زبان‌های فرانسوی (به ویژه گویش کبکی)، زبان‌های گالی-ایتالی، اکسیتان، کاتالان و فرانکو-پروونسال است و در این زمینه با واج‌شناسی اسپانیایی که مشابه گویش‌های ساردنیایی و ایتالیایی جنوبی است، متفاوت است. برخی واج‌شناسی پرتغالی را ترکیبی از اسپانیایی، گالی-رومی (برای نمونه فرانسوی) و زبان‌های شمال ایتالیا (به ویژه جنوایی)، اما با زیرلایه سلتی عمیق‌تر، توصیف می‌کنند.
در پرتغالی حداکثر ۹ واکه دهانی، ۲ نیمه‌واکه و ۲۱ همخوان وجود دارد. گرچه برخی از گونه‌ها واج‌های کمتری دارند. پنج واکه خیشومی نیز در این زبان وجود دارند که برخی از زبان‌شناسان آن‌ها را واج‌گونه واکه‌های دهانی می‌دانند.

### واکه‌ها
در زیر نمودارهای واکه‌های پرتغالی لیسبون (پرتغال) و سائو پائولو (برزیل) آمده‌است:

پرتغالی لیسبون
پرتغالی سائو پائولو

### همخوان‌ها
|         |             | لبی | دندانی/ لثوی | پشتی | پشتی |
| صاف     | لبی‌شده      | لبی | دندانی/ لثوی |      |      |
| ------- | ----------- | --- | ------------ | ---- | ---- |
| خیشومی  | خیشومی      | m   | n            | ɲ    |      |
| انسدادی | بی‌واک       | p   | t            | k    | kʷ   |
| انسدادی | واک‌دار      | b   | d            | ɡ    | ɡʷ   |
| سایشی   | بی‌واک       | f   | s            | ʃ    |      |
| سایشی   | واک‌دار      | v   | z            | ʒ    |      |
| ناسوده  | نیم‌واکه     |     |              | j    | w    |
| ناسوده  | کناری       |     | l            | ʎ    |      |
| ر-گونه  | لرزشی/سایشی |     | ʁ            | ʁ    |      |
| ر-گونه  | زنشی        |     | ɾ            |      |      |

## گویش‌ها
گویش‌های پرتغالی به‌طور کلی به چهار گروه پرتغالی (اروپایی)، برزیلی، آفریقایی و آسیایی تقسیم می‌شوند. برخی از ویژگی‌ها و صداهای موجود در بسیاری از گویش‌های برزیلی مختص آمریکای جنوبی است و در اروپا یافت نمی‌شود. همین امر در گویش‌های سائوتومه‌ای، موزامبیکی، گینه بیسائویی، آنگولایی و کیپ وردی نیز رخ می‌دهد و آن‌ها دارای ویژگی‌هایی منحصر به آفریقا هستند. برخی پژوهشگران تفاوت میان پرتغالی و برزیلی را در حد تفاوت انگلیسی بریتانیایی و آمریکایی دانسته‌اند. دلیل عمده این تفاوت‌ها به پیش‌زمینه غیراروپایی شمار زیادی از گویشوران این زبان بازمی‌گردد که واژه‌ها و اصطلاحات بومی خود را به زبان جدید نیز وارد کرده‌اند. تفاوت این دو گویش در نگارش، تلفظ، آواشناسی و حتی در دستور دیده می‌شود.
پرتغالی معیار یا Estremenho زبان معیار پرتغالی است که خود دارای دو گونه متمایز پرتغالی و برزیلی است. در این میان پرتغالی پرتغال دارای دو نوع تلفظ لیسبونی و کویمبرایی و پرتغالی برزیل دارای دو نوع ریو دو ژانیرویی و سائو پائولویی است و گویش این چهار شهر تاثیرگذارترین گویش‌های پرتغالی هستند. در مستعمره‌های پیشین پرتغال در آفریقا، پرتغالی معیار اروپایی ترجیح داده می‌شود.
| گویش                          | نمونه صوتی | رایج در                                                                                               |        |        |
| پرتغال                        | پرتغال     | پرتغال                                                                                                | پرتغال | پرتغال |
| ----------------------------- | ---------- | --- | ------ | ------ |
| Açoriano                      | نمونه      | آزور                                                                                                  |        |        |
| Alentejano                    | نمونه      | آلنتجو                                                                                                |        |        |
| Algarvio                      | نمونه      | الگاروه                                                                                               |        |        |
| Alto-Minhoto                  | نمونه      | شمال شهر براگا                                                                                        |        |        |
| Baixo-Beirão; Alto-Alentejano | نمونه      | میانه پرتغال مرکزی                                                                                    |        |        |
| Beirão                        | نمونه      | پرتغال مرکزی                                                                                          |        |        |
| Estremenho                    | نمونه      | کویمبرا                                                                                               |        |        |
| Lisboeta                      |            | لیسبون                                                                                                |        |        |
| Madeirense                    | نمونه      | جزیره مادیرا                                                                                          |        |        |
| Nortenho                      | نمونه      | براگا و پورتو                                                                                         |        |        |
| Transmontano                  | نمونه      | ترنسمونتانا                                                                                           |        |        |
| برزیلی                        |            | |        |        |
| Caipira                       |            | سرزمین داخلی برزیل، شامل بیشتر ایالات سائو پائولو، پارانا، ماتوگروسو جنوبی، گوییاس و جنوب میناز ژرایس |        |        |
| Capixaba                      |            | ایالت اسپیریتو سانتو                                                                                  |        |        |
| Fluminense                    | نمونه      | ایالت ریو دو ژانیرو                                                                                   |        |        |
| Baiano                        |            | باهیا و سرژیپه                                                                                        |        |        |
| Gaúcho                        |            | ریو گرانده جنوبی و اوروگوئه                                                                           |        |        |
| Mineiro                       |            | ایالت میناس گرایس                                                                                     |        |        |
| Nordestino                    | نمونه      | ایالات شمال شرقی                                                                                      |        |        |
| Nortista                      |            | حوضه آمازون                                                                                           |        |        |
| Paulistano                    |            | میان کلانشهر سائو پائولو از غرب تا مرز ایالت ریو دو ژانیرو در شرق                                     |        |        |
| Sertanejo                     |            | ایالت‌های گوییاس، ماتو گروسو و ماتوگروسو جنوبی                                                         |        |        |
| Sulista                       |            | ایالت سانتا کاتارینا جنوب مرکز ایالت پارانا                                                           |        |        |
| آفریقایی                      |            | |        |        |
| Luandense (Angolano)          | نمونه      | آنگولا – لواندا (پایتخت)                                                                              |        |        |
| Benguelense                   | نمونه      | آنگولا – استان بنگوئلا                                                                                |        |        |
| Sulista                       | نمونه      | آنگولا – جنوب کشور                                                                                    |        |        |
| Caboverdiano                  | نمونه      | کیپ ورد                                                                                               |        |        |
| Guineense                     | نمونه      | گینه بیسائو                                                                                           |        |        |
| Moçambicano                   | نمونه      | موزامبیک                                                                                              |        |        |
| Santomense                    | نمونه      | سائوتومه و پرنسیپ                                                                                     |        |        |
| آسیایی                        |            | |        |        |
| Timorense                     | نمونه      | تیمور شرقی                                                                                            |        |        |
| Macaense                      | نمونه      | ماکائو، چین                                                                                           |        |        |

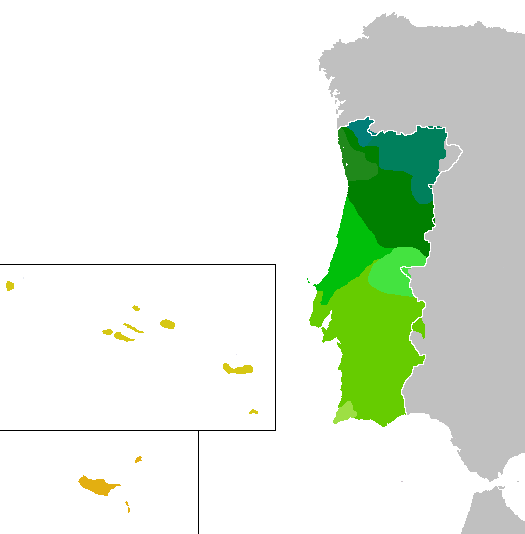
گویش‌های پرتغالی در پرتغال

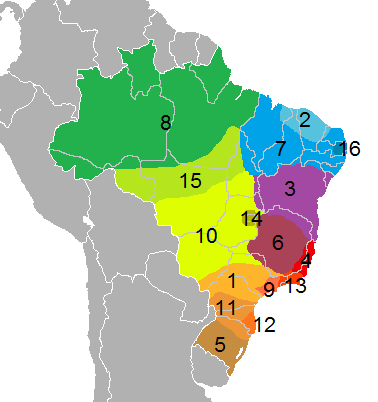
گویش‌های پرتغالی در برزیل

چند نمونه از واژگان متفاوت در پرتغالی پرتغال، برزیل و آنگولا در زیر آورده شده‌است:
| فارسی       | پرتغال                              | برزیل                               | آنگولا                   |
| ----------- | ----------------------------------- | ----------------------------------- | ------------------------ |
| آناناس      | ananás, manchmal abacaxi            | abacaxi, manchmal ananás            | abacaxi, manchmal ananás |
| برو، دور شو | ir embora (یا bazar در میان جوانان) | ir embora (یا vazar در میان جوانان) | bazar, ir embora         |
| اتوبوس      | autocarro                           | ônibus                              | machimbombo              |
| گوشی موبایل | telemóvel                           | celular                             | telemóvel                |
| زاغه‌نشین    | bairro de lata                      | favela                              | musseque                 |

## دستور زبان
فعل یک جنبه قابل توجه در دستور زبان پرتغالی است. از نظر صرفی، پرتغالی نسبت به سایر زبان‌های رومی تصریفهای بیشتری را از لاتین کلاسیک حفظ کرده‌است. پرتغالی و اسپانیایی دستور زبان بسیار مشابهی دارند. پرتغالی همچنین دارای نوآوری‌های دستوری است که در دیگر زبان‌های رومی (به جز گالیسی و فالا) یافت نمی‌شود:
- زمان حال کامل در پرتغالی معنی تکرار می‌دهد که این ویژگی منحصر به گروه گالیسی-پرتغالی است. این زمان یک یا چندین کار را نشان می‌دهد که از گذشته آغاز شده اما انتظار می‌رود در آینده دوباره تکرار شود. برای نمونه، جمله Tenho tentado falar com ela به صورت «من سعی کرده‌ام با او صحبت کنم» ترجمه می‌شود و معنی «من سعی کردم با او صحبت کنم» را نمی‌دهد. از سویی دیگر، ترجمه درست «آیا آخرین اخبار را شنیده‌ای؟» نه به صورت ?Tem ouvido a última notícia بلکه ?Ouviu a última notícia است چرا که هیچ تکراری از آن برداشت نمی‌شود.[۸۸]
- پرتغالی محلی از زمان آینده التزامی استفاده می‌کند، که از ایبریایی غربی قرون وسطی تکامل یافته‌است. این زمان در اسپانیایی و گالیسی امروزی دیگر استفاده نمی‌شود. آینده التزامی در یک جمله‌واره وابسته پدیدار می‌شود که بیانگر وضعیتی است که باید در آینده رخ دهد تا جمله‌واره مستقلش نیز انجام شود. فارسی به‌طور معمول در همین شرایط حال التزامی را به کار می‌برد:

Se eu for eleito presidente, mudarei a lei.
اگر من رئیس‌جمهور بشوم، قانون را تغییر خواهم داد.
Quando fores mais velho, vais entender.
وقتی بزرگتر شوی، خواهی فهمید.
- مصدر شخصی می‌تواند مطابق با شخص و شمار نهاد، تصریف شود. این اغلب نشان می‌دهد که چه کسی آن کار را انجام می‌دهد. برای نمونه É melhor voltares به معنی «بهتر است که [تو] برگردی» و É melhor voltarmos به معنی «بهتر است که [ما] برگردیم» است. شاید به همین دلیل، جمله‌واره‌های مصدری در پرتغالی بیش از سایر زبان‌های رومی جایگزین جمله‌واره‌های التزامی می‌شوند.

## سامانه نوشتاری

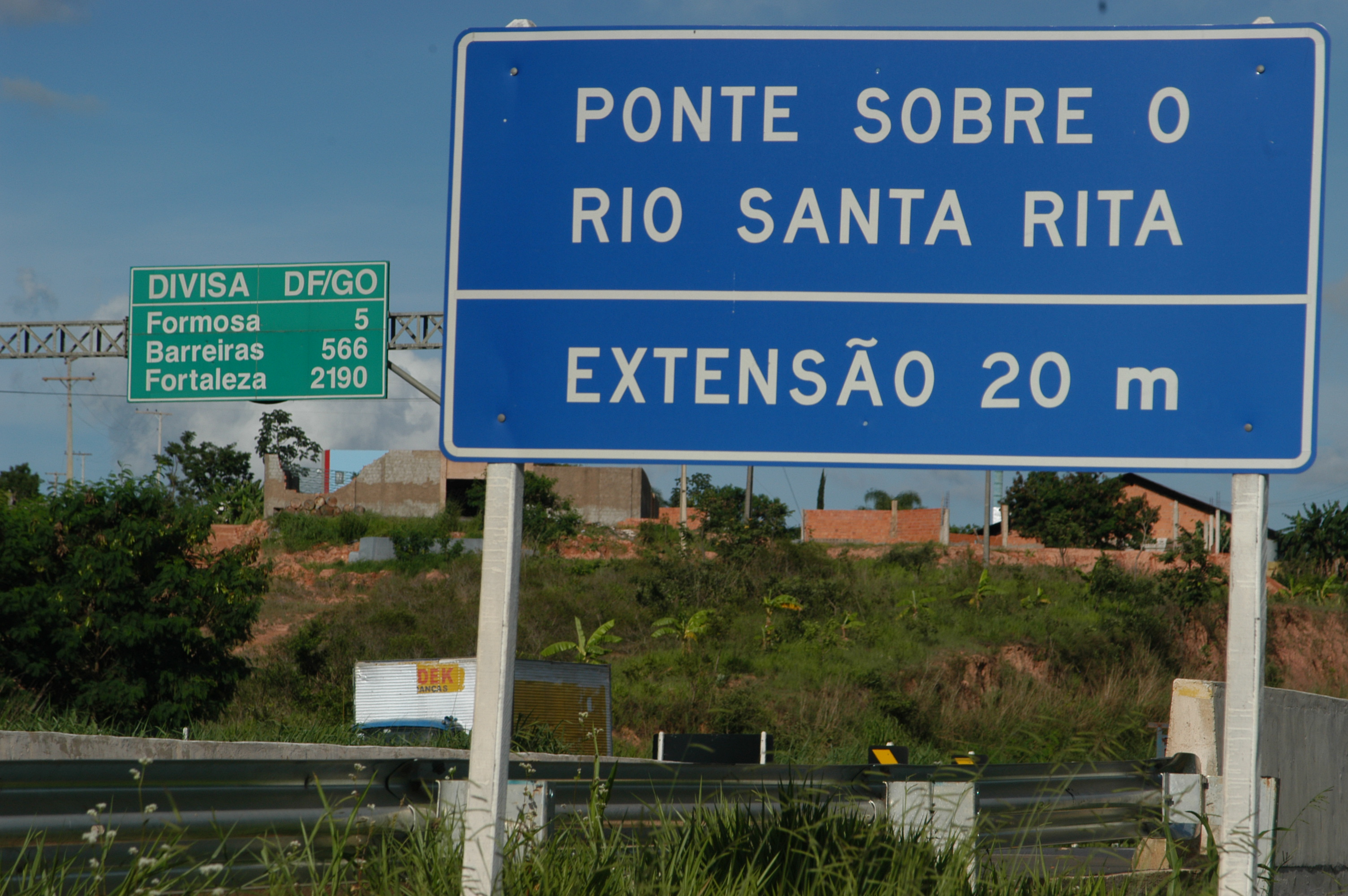
تابلوهایی به پرتغالی در بزرگراهی در برزیل

الفبای پرتغالی بر پایه الفبای لاتین است که در آن از اکسان اگو، هشتک، اکسان گراو، مدک و سدیل برای نشان دادن تشدید، درازای واکه، خیشومی‌شدگی و سایر تغییرات صوتی استفاده می‌شود. دونقطه نیز در گذشته در این دستور خط کاربرد داشت که طی قراردادی در سال ۱۹۹۰ حذف شد. هجی واژگان پرتغالی بسیار واجی است و میان گفتار و نوشتار اختلاف اندکی وجود دارد. الفبای پرتغالی ۲۶ حرف دارد:
| حرف | اروپایی            | اروپایی                 | برزیلی  | برزیلی    | ارزش‌های واجی                   |
| حرف | نام                | نام (IPA)               | نام     | نام (IPA) | ارزش‌های واجی                   |
| --- | ------------------ | ----------------------- | ------- | --------- | ------------------------------ |
| Aa  | á                  | /a/                     | á       | /a/       | /a/, /ɐ/                       |
| Bb  | bê                 | /be/                    | bê      | /be/      | /b/ یا [β]                     |
| Cc  | cê                 | /se/                    | cê      | /se/      | /k/; /s/                       |
| Dd  | dê                 | /de/                    | dê      | /de/      | /d/ ~ [dʒ] یا [ð]              |
| Ee  | é                  | /ɛ/                     | é یا ê  | /ɛ/, /e/  | /e/, /ɛ/, /i/ , /ɨ/, /ɐ/, /ɐi/ |
| Ff  | efe                | /ˈɛfɨ/                  | efe     | /ˈɛfi/    | /f/                            |
| Gg  | gê یا guê          | /ʒe/, /ɡe/              | gê      | /ʒe/      | /ɡ/ یا [ɣ] ; /ʒ/               |
| Hh  | agá                | /ɐˈɡa/                  | agá     | /aˈɡa/    | در اصل ساکن، /ʁ/ در وام‌واژه‌ها  |
| Ii  | i                  | /i/                     | i       | /i/       | /i/                            |
| Jj  | jota               | /ˈʒɔtɐ/                 | jota    | /ˈʒɔtɐ/   | /ʒ/                            |
| Kk  | capa               | /ˈkapɐ/                 | cá      | /ka/      | /k/                            |
| Ll  | ele                | /ˈɛlɨ/                  | ele     | /ˈɛli/    | /l/ ~ [ɫ ~ w]                  |
| Mm  | eme                | /ˈɛmɨ/                  | eme     | /ˈemi/    | /m/                            |
| Nn  | ene                | /ˈɛnɨ/                  | ene     | /ˈeni/    | /n/                            |
| Oo  | ó                  | /ɔ/                     | ó یا ô  | /ɔ/, /o/  | /o/, /ɔ/, /u/                  |
| Pp  | pê                 | /pe/                    | pê      | /pe/      | /p/                            |
| Qq  | quê                | /ke/                    | quê     | /ke/      | /k/                            |
| Rr  | erre یا rê         | /ˈɛʁɨ/, /ˈʁe/           | erre    | /ˈɛʁi/    | /ɾ/, /ʁ/                       |
| Ss  | esse               | /ˈɛsɨ/                  | esse    | /ˈɛsi/    | /s/, /z/, /ʃ/ ~ [ʒ]            |
| Tt  | tê                 | /te/                    | tê      | /te/      | /t/ ~ [tʃ] یا [θ]              |
| Uu  | u                  | /u/                     | u       | /u/       | /u/                            |
| Vv  | vê                 | /ve/                    | vê      | /ve/      | /v/                            |
| Ww  | dâblio یا duplo vê | /ˈdɐbliu/, /ˈduplu ˌve/ | dáblio  | /ˈdabliu/ | /w/, /v/                       |
| Xx  | xis                | /ʃiʃ/                   | xis     | /ʃis/     | /ʃ/, /ks/, /z/, /s/, /gz/      |
| Yy  | ípsilon یا i grego | /ˈipsɨlɔn/, /ˌi ˈgrɛgu/ | ípsilon | /ˈipsilõ/ | /j/, /i/                       |
| Zz  | zê                 | /ze/                    | zê      | /ze/      | /z/, /s/, /ʃ/ ~ [ʒ]            |

## نمونه‌ها
| واژه                        | پرتغالی            |
| --------------------------- | ------------------ |
| سلام                        | Olá, Oi            |
| صبح بخیر                    | Bom dia            |
| خدانگه‌دار                   | Adeus              |
| حالتان چطور است؟            | ?Tudo bem          |
| چه خبر؟                     | ?Como vai          |
| لطفاً                        | por favor          |
| ببخشید                      | Com licença        |
| سپاسگزارم                   | Obrigado/Obrigada  |
| خواهش می‌کنم                 | De nada            |
| متاسفم                      | Desculpa/Desculpe  |
| از آشنایی با شما خوشوقتم    | Prazer             |
| به زودی می‌بینمت             | !Até logo          |
| می‌توانید انگلیسی صحبت کنید؟ | ?Você Fala inglês  |
| نام من ____ است             | ____ Me chamo      |
| نام شما چیست؟               | ?Qual é o seu nome |
| بله                         | Sim                |
| نه                          | não                |
| کِی؟                         | ?Quando            |
| چرا؟                        | ?Por quê           |